# Hans von Wolzogen (filmowiec)
Hans Wolf von Wolzogen (ur. 5 lipca 1888 w Berlinie, zm. 20 maja 1954 tamże) – niemiecki filmowiec, scenarzysta, reżyser i producent filmowy.
Syn Ernsta von Wolzogen – znanego twórcy kabaretowego ("kabaretowego barona"). Hans początkowo prowadził teatr "Schall und Rauch". Interesował się jednocześnie filmem.
Na początku lat 20. pisał scenariusze dla wytwórni "Max Landa-Film GmbH". W 1922 podjął dwie próby reżyserskie. Później był kierownikiem produkcyjnym wielu dzieł filmowych, w tym Roberta Wiene "I.N.R.I." (o Chrystusie) z 1923; Hansa Richtera w eksperymentalnym filmie "Inflation" z 1928; dwóch filmów z Heinrichem George "Die Dame mit der Maske" z 1928 i "Sprengbagger 1010" z 1929. W 1933 rozwinął swoją działalność reżyserską musicalem "Du bist entzückend Rosemarie".
Po upowszechnieniu filmów dźwiękowych nadal działał jako kierownik produkcji. Od 1935 pracował dla "F.D.F. Fabrikation deutscher Filme" i "Berlin-Film". Był zaangażowany przy filmach Wernera Hochbauma, Mariki Rökk ("Leichte Kavallerie" z 1935); Hansa Steinhoffa ("Ein Volksfeind" z 1937 – ekranizacji Ibsena); Jürgena von Alten ("Der Biberpelz" z 1937); Herberta Maischa (dramat "Frau Sylvelin" z 1937); Harry`ego Piela ("Panik" z 1940); a także różnych filmów Roberta A. Stemmle, Georga Jacoby i Nunzio Malasomma.
Po II wojnie światowej tworzył swoje ostatnie filmy z reżyserem Alfredem Braunem dla "Berliner Skala Film GmbH".

## Dorobek
- Der Passagier von Nr. 7 (1921) – scenariusz
- Die Perlen der Lady Harrison (1922) – scenariusz
- Der politische Teppich (1922) – reżyseria, scenariusz
- Das Licht um Mitternacht (1922) – reżyseria, scenariusz
- I'.N.R.I. Ein Film der Menschlichkeit (1923) – kierownik produkcji
- Eine Minute vor Zwölf (1925) – kierownik produkcji
- Inflation (1928) – kierownik produkcji
- Die Dame mit der Maske (1928) – kierownik produkcji
- Sprengbagger 1010 (1929) – kierownik produkcji
- Unter falscher Flagge (1931/32) – kierownik produkcji
- Petri Heil! (1932; Kurzfilm) – reżyseria
- Muß man sich gleich scheiden lassen? (1932) – scenariusz
- Der große Unbekannte (1932/33; krótki metraż) – producent
- Du bist entzückend, Rosmarie (1933) – reżyseria
- Ich sing mich in Dein Herz hinein (1934) – kierownik produkcji
- Herr Kobin geht auf Abenteuer (1934) – kierownik produkcji
- Wenn die Musik nicht wär (1935) – producent, kierownik produkcji
- Leichte Kavallerie (1935) – kierownik produkcji
- Horch', horch' ,die Lerch' im Ätherblau (1935/36; krótki metraż) – producent
- Hier irrt Schiller (1935/36; krótki metraż) – kierownik produkcji
- Herbstmanöver (1935) – kierownik produkcji
- Die Hasenpfote (1935/36; krótki metraż) – kierownik produkcji
- Cavalerie légère (1935) – kierownik produkcji
- Wochenendzauber (1936; krótki metraż) – kierownik produkcji
- Wie imponiere ich meiner Frau (1936; krótki metraż) – kierownik produkcji
- Wie ein Wunder kam die Liebe (1936; krótki metraż) – kierownik produkcji
- Wette um einen Kuß (1936; krótki metraż) – kierownik produkcji
- Standesamt 10.15 Uhr (1936; krótki metraż) – kierownik produkcji
- Spezialist für Alles (1936; krótki metraż) – kierownik produkcji
- Rosen und Liebe (1936; krótki metraż) – kierownik produkcji
- Potpourri (1936; krótki metraż) – kierownik produkcji
- Mädchen in Weiß. Ich bin auf der Welt, um glücklich zu sein (1936) – kierownik produkcji
- Guten Abend - gute Nacht (1936; krótki metraż) – kierownik produkcji
- Gleisdreieck (1936) – kierownik produkcji
- Fahrerflucht (1936; krótki metraż) – kierownik produkcji
- Du bist so schön, Berlinerin (1936; krótki metraż) – kierownik produkcji
- Die Kronzeugin (1936/37) – kierownik produkcji
- Der silberne Löffel (1936; krótki metraż) – kierownik produkcji
- Der Dickschädel (1936; krótki metraż) – kierownik produkcji
- Das Ochsenmenuett (1936, krótki metraż) – kierownik produkcji
- Meiseken (1937) – nadzór artystyczny
- Großalarm (1937/38) – kierownik produkcji
- Frau Sylvelin (1937/38) – kierownik produkcji
- Einmal werd' ich Dir gefallen (1937) – kierownik produkcji
- Ein Volksfeind (1937) – kierownik produkcji
- Die Korallenprinzessin (1937, kooperacja niemiecko-jugosłowiańska) – kierownik produkcji
- Der Biberpelz (1937) – producent
- Daphne und der Diplomat (1937) – kierownik produkcji
- Rote Orchideen (1938) – kierownik produkcji
- Ich verweigere die Aussage (1938/39) – kierownik produkcji
- Die Nacht der Entscheidung (1938) – kierownik produkcji
- Liebe auf den ersten Blick (1939; krótki metraż) – kierownik produkcji
- Ihr Privatsekretär (1939/40) – kierownik produkcji
- Panik (1940-1943) – kierownik produkcji
- Vom Schicksal verweht (1941/42) – producent
- Oh, diese Männer (1941) – kierownik produkcji
- Fahrt ins Abenteuer (1942/43) – kierownik produkcji
- Intimitäten (1944) – kierownik produkcji
- Eine reizende Familie (1944/47) – kierownik produkcji
- Pikanterie (1950) – producent
- Die Treppe (1950) – producent